# Hiarne
Hiarne je velká opera o třech dějstvích a prologu („předehře“) německé skladatelky Igneborg von Bronsartové (též známa jako Ingeborg Bronsartová von Schellendorf, 1840–1913) na libreto, které napsali její manžel, skladatel a dirigent Hans, a básník Friedrich von Bodenstedt (1819–1892) na námět ze starogermánských pověstí. Poprvé byla uvedena 14. února 1891 v berlínské Královské dvorní opeře.

## Vznik a inscenační historie
Původem švédská skladatelka Ingeborg von Bronsartová se od počátku 60. let 19. století prosadila v Německu jako klavíristka i skladatelka; studovala zde mj. ve Výmaru u Franze Liszta. V roce 1861 se vdala za jiného Lisztova žáka, klavíristu, dirigenta a skladatele Hanse von Bronsarta. Ten byl mimo jiné v letech 1867–1887 ředitelem divadla v Hannoveru a v letech 1887–1895 divadla ve Výmaru. Bronsartová tak přišla do úzkého styku s divadlem, a protože jako manželka státního úředníka již nesměla vystupovat na veřejných koncertech, věnovala se především skladatelské činnosti. Komponovala především písně, ale roku 1867 měla u berlínského královského dvora soukromou premiéru její první opera, Die Göttin von Sais. Za prusko-francouzské války napsala několik příležitostných kompozic, z nichž se zvláště rozšířil Pochod císaře Viléma. V následujících letech napsala singspiel na již mnohokrát zhudebněné Goethovo libreto Jery und Bätely; ten měl úspěšnou premiéru ve Výmaru roku 1873 a hrál se následně v řadě jiných německých divadel. Pod tímto dojmem se Bronsartová pustila do svého nejambicióznějšího díla, velké opery na téma z germánské legendární historie Hiarne (někdy zmiňováno jako König Hiarne).
Tato opera má dlouhou historii. Již roku 1859 začal Hans von Bronsart pracovat na libretu na toto téma pro operu, kterou hodlal zkomponovat, ale odložil je. Počátkem 70. let 19. století se stal u Bronsartů častým hostem básník Friedrich von Bodenstedt; napsal o Bronsartové báseň a ona naopak zhudebnila několik jeho textů. Slíbil jí rovněž operní libreto a Bronsart nabídl svůj vlastní podklad k Hiarnemu. V následujících letech Bronsart a Bodenstedt na libretu spolupracovali, přičemž Bronsartová se omezila na některé připomínky. Bodenstedt vydal svou verzi již roku 1876, avšak ta ještě prodělala podstatné úpravy. Bronsartová na opeře pracovala přinejmenším od roku 1875, ale práce probíhala pomalu, i kvůli vytížení péčí o děti a domácnost. S různými prodlevami byla partitura dokončena roku 1888; přítelkyně Bronsartové, spisovatelka Elise Polková, zaznamenává, že v té době již byla přijata v Královské dvorské opeře v Berlíně a na jiných scénách.
Berlínské premiéře Hiarneho 14. února 1891 předcházela tisková kampaň – například několik článků jí věnoval v Neue Zeitschrift für Musik muzikolog a hudební kritik Paul Simon, který vyzdvihl, že je to první velká opera napsaná ženou a přijatá některým předním divadlem. Premiéra se konala za přítomnosti císaře Viléma II., kterému Bronsartová následně svou operu i věnovala. Premiérové přijetí obecenstvem bylo příznivé, stejně jako recenze, přesto se Hiarne na repertoáru berlínské opery neudržel dlouho.

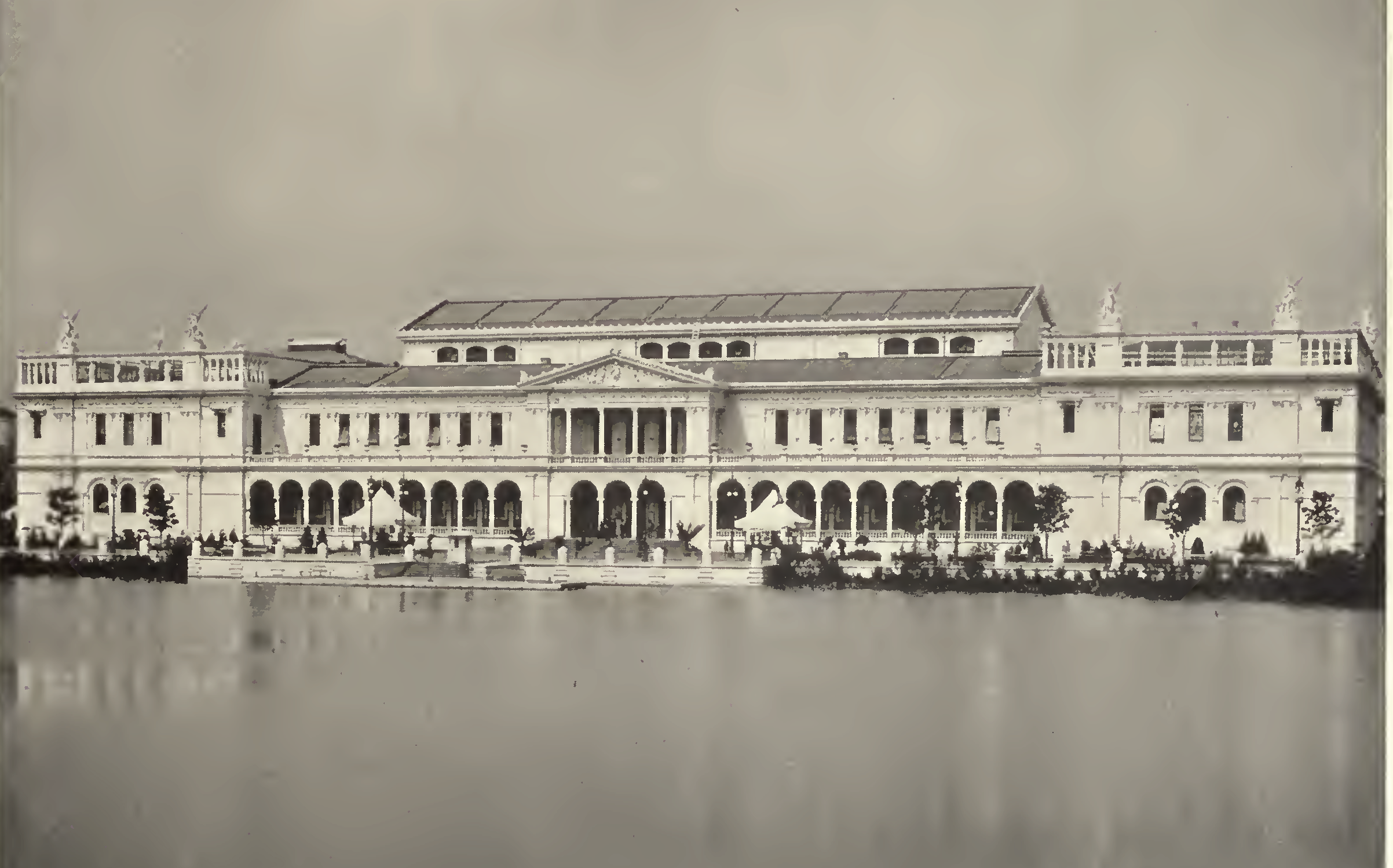
Ženský pavilon na Světové kolumbovské výstavě 1893 v Chicagu.

Po berlínské inscenaci následovala rovněž relativně úspěšná nastudování v operních divadlech v Hannoveru (31. ledna 1892), Výmaru (12. května 1893 – údajně na zvláštní přání velkovévody Karla Alexandra) a Hamburku (17. března 1897). Bronsartová se – s pomocí německých diplomatických kanálů – snažila prosadit koncertní uvedení přinejmenším prvního dějství Hiarneho v Ženském pavilonu na Světové kolumbovské výstavě v Chicagu roku 1893 a zaslala do Chicaga i veškerý provozovací materiál, avšak nadarmo; v programu Ženského pavilonu se uplatnil alespoň její Pochod císaře Viléma. Postupně se ukázalo, že tato opera neměla kvality nutné k delšímu udržení na repertoáru. Při příležitosti hamburské inscenace roku 1897 psal dopisovatel Österreichische Musik- und Theaterzeitung G. Seeland o vlažném úspěchu Hiarneho: „Nedostatek zájmu je třeba přičítat hudbě. Všechno je pravda zručně a dobře uděláno, ale té hudbě úplně chybí osobitost, vlastní nota. Co se ale u moderního skladatele jeví neomluvitelným, je naprostý nedostatek polyfonie. Poslouchat téměř čtyřhodinové dílo, ve kterém není ani stopa po samostatném vedení hlasů, jistě nepatří mezi hudební požitky.“ Rovněž dopisovatel vídeňského Der Humorist píšící pod pseudonymem Crassus mínil: „O hudbě není vůbec co zmínit […] plyne si tak rovnoměrně, naivně a neškodně, že na ni člověk občas úplně zapomene a soustředí se na děj.“
Přestože tím se scénický život Hiarneho vyčerpal a třetí a poslední skladatelčina opera Pokání (Die Sühne, 1909) sklidila neúspěch, byla Ingeborg von Bronsartová do své smrti roku 1913 uctívána jako nejvýznamnější německá skladatelka. V novější době byla oživena její opera Jery a Bätely, Hiarne dosud (2021) nikoli.
Na Bodenstedtova slova z jeho dramatické básně Hiarnes Krönung – původní verze libreta – napsal 18 melodii též brněnský skladatel Ferdinand Debois (1835–1893).

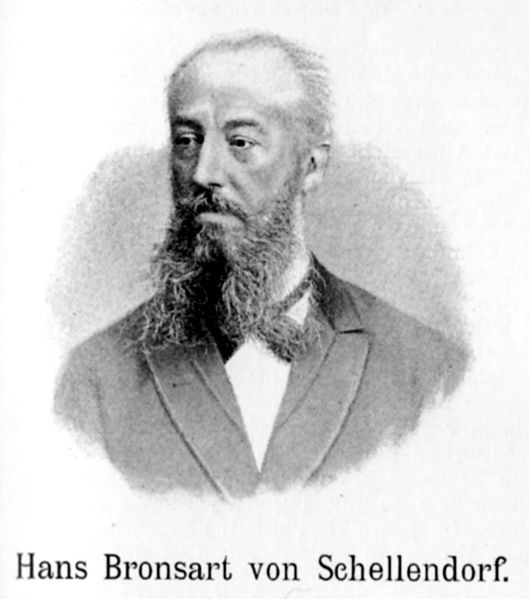
Libretista Hiarneho Hans von Bronsart

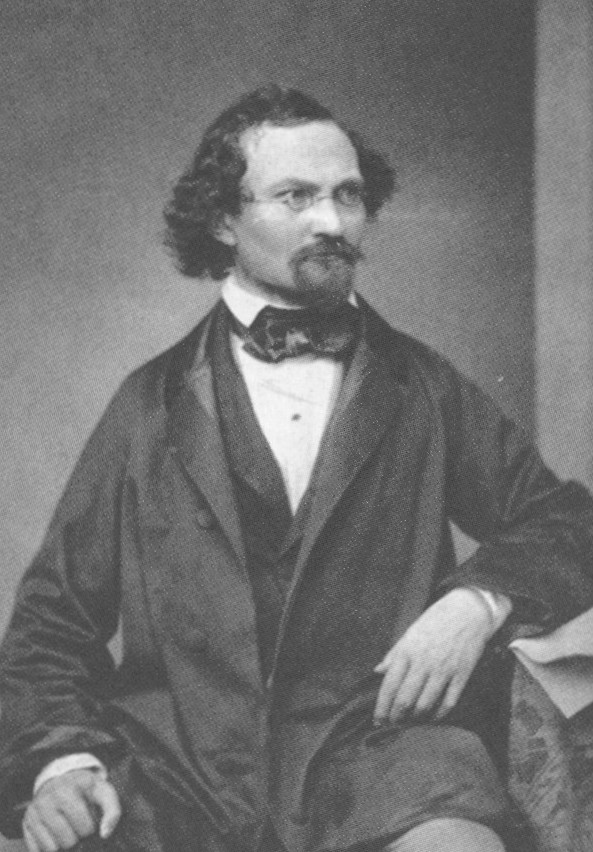
Libretista Hiarneho Friedrich von Bodenstedt

## Charakteristika
Opera Bronsartové nebyla prvním hudebně-dramatickým portrétem legendární postavy krále Hiarneho. Roku 1863 měla posmrtně premiéru „velká romantická opera“ o čtyřech dějstvích významného německého skladatele Heinricha Marschnera na libreto Wilhelma Grotheho König Hiarne und das Tyrfingschwert. Děj Marschnerovy opery je však zcela odlišný, více fantaskní a méně se opírající o starogermánské prameny (jejichž znalost u veřejnosti značně zvýšily až opery Richarda Wagnera); jedinou scénou společnou oběma operám je závěrečný obraz s valkýrami doprovázejícími padlé hrdiny do Valhally.
Námět byl vzat z páté a šesté knihy kroniky Saxa Grammatika, v niž se popisuje, jak po smrti slavného krále Froda (Fróði) byl Frodův syn Fridlev (Fridleif), vychovaný v Rusku, považován za mrtvého, a proto byl zvolen na trůn neurozený Hjarne (Hiarni), který vyhrál v pěvecké soutěži. S pomocí švédského krále Hálfdana (syna krále Erika) však Fridlev přitáhl a v bitvě Hjarneho porazil. Hjarne se vrátil v přestrojení za služebníka, ale Fridlev ho poznal a vyzval na souboj, v němž ho zabil. Tento podklad je v libretu opery použit s různými odchylkami ve prospěch hlavního hrdiny Hiarneho; zcela přibásněn je milostný příběh Hiarneho a švédské princezny Hildy, který u Saxa mohl mít předobraz v příběhu o lásce Hedina a Hildy. Vedle toho je však v libretu využit materiál z Prozaické Eddy Snorriho Sturlusona – pokud jde o skaldskou poezii – a z Poetické Eddy, konkrétně Vědminy písně. Děj se však opírá o Saxa, a proto se Hiarne například od Wagnerovy tetralogie Prsten Nibelungův odlišuje tím, že v ději nevystupují severští bohové (až na němý zásah Thóra a závěrečný sbor valkýr).
Libreto Hiarneho je veršované, přičemž většina je v rýmovaných verších, avšak specifické pasáže – totiž všechny skaldské zpěvy Hiarneho a jeho soků, jakož i věštba „völvy“ v druhém dějství, využívá aliterační verš. Ten je využíván jako archaizující prostředek spojený s pohanstvím – je to zjevné například ve velké písni Hiarneho o soumraku bohů v 1. jednání, která je až do zániku světa psána v aliteračním verši, zatímco závěr popisující znovuzrození světa pod vládou kristovsky stylizovaného Baldra je v rýmovaných verších. Muzikolog James Deaville považoval toto libreto za slabé a M. J. Boydová o něm tvrdí: „Se svou směsí prvků z tradiční německé romantické opery, severské mytologie a wagnerovských podtextů je zápletka přinejmenším předvídatelná.“
Při uvedení recenze poukazovaly na příbuznost s mytologickými operami Richarda Wagnera. Manželé Bronsartovi i Bodenstedt ostatně navštívili první hudební slavnosti v Bayreuthu roku 1876, na kterých byl poprvé uveden Prsten Nibelungův. Jako skladatelé také oba patřili k okruhu Liszta a Wagnera a Bronsartová se s Wagnerem nejméně dvakrát setkala. Hudba Hiarneho však nevykazuje mnoho podobností s pozdním Wagnerem: například sice není formálně členěna na čísla, ale obsahuje mnoho samostatných pasáží, nepoužívá wagnerovskou techniku příznačných motivů (spíše weberovskou techniku hudebních reminiscencí), hudební důraz je na zpěvních hlasech, kterým orchestr většinou jen poskytuje doprovod atd. M. J. Boydová, autorka knihy o operní tvorbě Bronsartové, tvrdí: „I když Bronsartová dala publiku právě tolik Wagnera, aby vyhověla [hudebním kritikem Paulem] Simonem vybičované reklamě, ve skutečnosti mnohem častěji zůstala stylově v mezích a konvencích tradiční německé romantické opery.“ Připodobňuje její styl spíše k C. M. von Weberovi, Heinrichu Marschnerovi nebo k ranému Wagnerovi z doby Tannhäusera. Právě s Tannhäuserem má Hiarne nejvíce podobností, zejména v pěvecké soutěži v prologu, ale i v úvodní árii Hildy, jež připomíná árii Dich, teure Halle z 2. dějství Tannhäusera. Naopak valkýry jsou v závěrečné scéně Hiarneho traktovány pokojně a nadpozemsky, zcela opačně k wagnerovské tetralogii. Hudebně je Wagnerovi zřejmě nejbližší Hiarneho píseň o soumraku bohů z 1. dějství, která ale z opery poněkud vybočuje a i její dramatická opodstatněnost je sporná. Jak název „velká opera“, tak některé prvky hudební dramaturgie – například balet v prvním dějství – ukazují i na vliv francouzské velké opery.
Prolog opery sestává zejména ze soutěže tří skaldů, jejichž písně Bronsartová pečlivě odlišuje a využívá k charakterizaci. První dějství, odehrávající se na švédském dvoře, je převážně milostně lyrické, zajímavé je zapojení švédské lidové písně (Bronsartová ve skutečnosti navštívila Švédsko poprvé až po kompozici Hiarneho). Zbývající dvě dějství, až na poměrně konvenční scénu shledání Hiarneho a umírající Hildy, sestávají převážně z bojových scén.
Partitura se nachází v archivu Německého národního divadla ve Výmaru. Podle ní – stejně jako podle zmínek v korespondenci Bronsartové – se opera dělí na tři dějství a prolog označovaný jako „Vorspiel“ – předehra. Hrána byla však jako opera o čtyřech dějstvích a stejné dělení má i libreto vydané roku 1891 – v něm je původní druhé dějství rozděleno tak, že jeho první obraz tvoří samostatné 2. dějství a další dva obrazy tvoří 3. dějství.

## Osoby a první obsazení

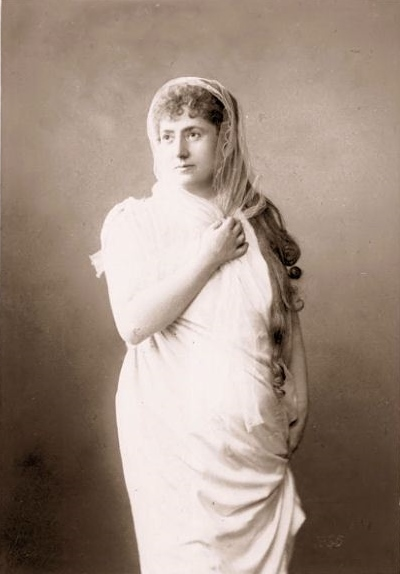
První představitelka Hildy v Hiarnem, Rosa Sucherová

| osoba                                         | hlasový obor | premiéra (14. 2. 1888)     |
| --------------------------------------------- | ------------ | -------------------------- |
| Osoby předehry                                |              |                            |
| Hiarne, skald                                 | tenor        | Nikolaus Rothmühl          |
| Harald, skald                                 | tenor        | Heinrich Ernst             |
| Wingulf, skald                                | baryton      | Theodor Schmidt            |
| Velekněz jako mluvčí Landsthingu              | bas          | Josef Mödlinger            |
| Kněží, náčelníci, skaldové, bojovníci a lid   |              |                            |
| Osoby dramatu                                 |              |                            |
| Hiarne, král dánský                           | tenor        | Nikolaus Rothmühl          |
| Harald, skald                                 | tenor        | Heinrich Ernst             |
| Wingulf, skald                                | baryton      | Theodor Schmidt            |
| Friedleu, syn Frotha Velikého                 | baryton      | Paul Bulß                  |
| Erich, král švédský                           | bas          | Emil Stammer               |
| Hilda, jeho dcera                             | soprán       | Rosa (Hasselbeck-)Sucher   |
| Velekněz                                      | bas          | Josef Mödlinger            |
| Völva (věštkyně)                              | alt          | Gisela (Koppmair-)Staudigl |
| Kněží, bojovníci, Hildiny ženy, lid a valkýry |              |                            |
| Dirigent: Joseph Sucher                       |              |                            |
| Režie: Carl Tetzlaff                          |              |                            |
| Výprava: Fritz Brandt                         |              |                            |

## Děj opery

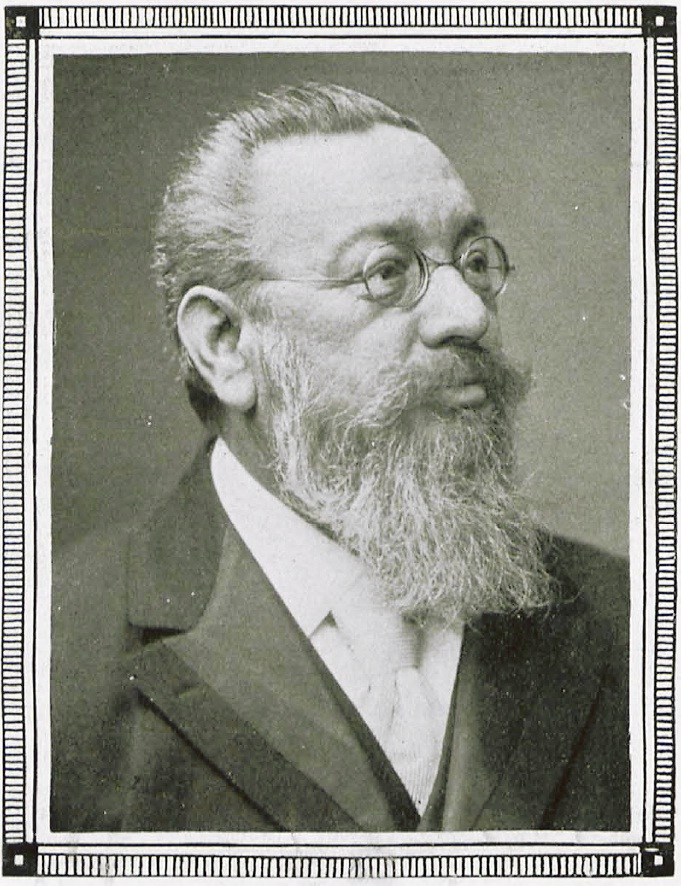
Dirigent premiéry Hiarneho Josef Sucher

Odehrává se v Lethře a Sigtuně ve 4. století.

### Předehra
(Volné prostranství u moře s oltářem u Lethry) Kněží, náčelníci, skaldové, bojovníci a lid se sešli ke sněmu, který má zvolit nového dánského krále. Nejprve kněží, pak celé shromáždění vzývají Ódina, aby byl při volbě nápomocen (sbor Odin, Hochwaltende). Velekněz jakožto předseda sněmu shrnuje situaci: velký král Frotho zemřel a čekalo se na návrat jeho jediného syna Friedleua z vikinské výpravy, avšak přišla zpráva, že Friedleu je po smrti. Je proto třeba zvolit nového krále, kterým se mý stát ten skald, který Frothovu slávu nejlépe vyzpívá. Nejprve zpívá Harald, který svou písní opěvuje Frothovy válečné úspěchy (píseň Odin, leih deinen Hauch), poté Wingulf, který naopak oplakává smrt krále pečujícího o pořádek a blahobyt (píseň Trostlos trauernd).
Jako třetí se hlásí Hiarne: jeho píseň není žalozpěv, naopak popisuje slávu, s jakou byl Frotho přivítán mezi bohy a hrdiny ve Valhalle – nad tím je třeba jásat, ne lkát (píseň Nicht ziemt uns Männern). Shromáždění jásá, a když se nikdo další nehlásí, provolává velekněz vítězem Hiarneho. Harald a Wingulf se s porážkou nesmiřují a přísahají Hiarnemu smrt. Hiarne volbu přijímá a prosí Freye, boha míru, o klidnou vládu a Freyu, bohyni lásky, aby mu dopřála vyvolenou družku. Lid mu holduje (árie Hiarneho se sborem Freyr, du Friedensgott… Heil König Hiarne, vor allem Volke).

### 1. dějství
(1. obraz – Slavnostně vyzdobený sál v královském paláci v Sigtuně) Hilda, dcera švédského krále Erika, s rozechvěním očekává připravenou slanost. Měla sen, v němž se jí zjevil korunovaný vladař, tak krásný jako Baldr, a zpíval za doprovodu harfy nadpozemské písně (árie Wie pocht mein Herz in ahnungsvollem Bangen!). Král Erik vstupuje a sděluje dceři, že přijelo poselstvo dánského krále požádat o její ruku. Dává jí volnost, zda svolí, nebo ne, ale Hilda považuje svůj sen za šťastnou předzvěst a je ochotna se za dánského krále provdat.
Švédský dvůr se shromáždí a vítá dánské poselstvo. V jeho čele stojí Hiarne, ale ne pod svým jménem – prohlašuje se jen za králem vyslaného skalda. Erik a Hilda ho přijímají a na žádost o sňatek dánského krále a švédské princezny odpovídají oba příznivě. Erik zahajuje oslavu zasnoubení. zatímco dvořané a hostí popíjejí, ženy tančí kolový tanec a zpívají švédskou lidovou píseň o námořníkovi nešťastném v lásce (píseň Horch, wie der Neck auf den Wogen singt), následuje tanec muži se zbraněmi.
Poté Erik vyzve skalda, aby zanotoval nějakou píseň. Hiarne se chopí harfy a zpívá píseň o konci světa a soumraku bohů (píseň Hört alle, ihr edlen Helden). Všichni jsou nadšeni, ale nejvíce Hilda (árie Nie hört' ich so gewalt'ge Klänge!). S dojetím přijímá od skalda růži. Když se všichni vzdálí, může Hiarne dát průchod svým citům: je zřejmé, že je mu Hilda nakloněna (árie Mein höchstes Hoffen wird erfüllt).
(2. obraz – Háj před královským palácem v Sigtuně, za rozbřesku) Hilda vychází ze svého bytu. Srdce jí říká, že skald je samotný Hiarne (árie Ich weiß nicht, wohin mich retten). Přichází Hiarne a potvrzuje jí svou totožnost. Oba mohou svou lásku nyní otevřeně projevit (árie Hildy Wie löst sich mein zweifelndes Bangen, árie HiarnehoDu zeigst in holdem Wiederscheine a duet O wonnig Atmen, süß Empfinden).

### 2. dějství

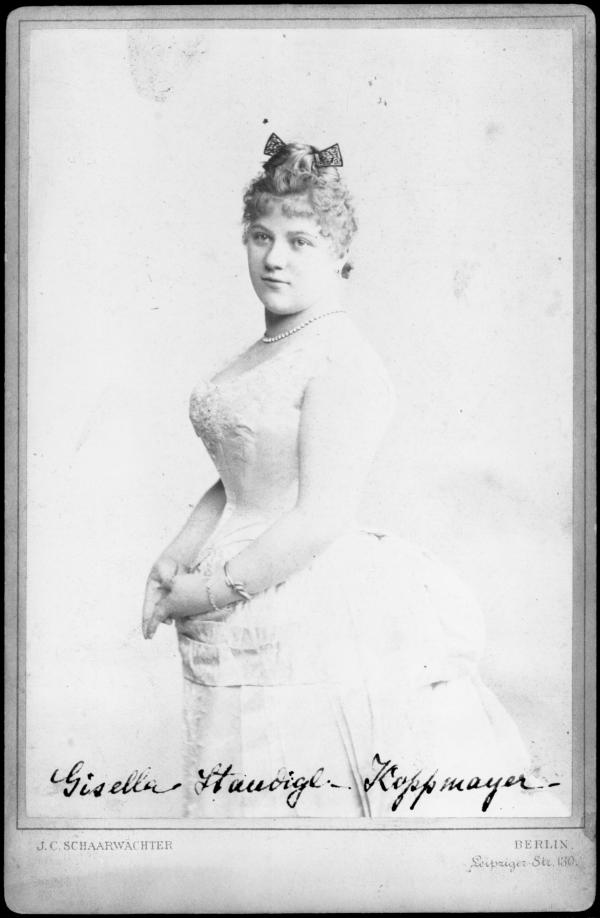
První představitelka Věštkyně v Hiarnem, Gisela Staudiglová

(1. obraz – Divoká skalnatá krajina na dánském pobřeží, temná noc, bouře) Harald a Wingulf shromáždili bojovníky a chystají se na mstivé tažení proti Hiarnemu. Předtím ale chtějí vyslechnout völvu – věštkyni o tom, zda jim bude přát v boji štěstí. Ta na jejích vyvolávání vystoupí ze své sluje. Věští, že se po rozbouřeném moři blíží drak-mstitel; že dva králové budou bojovat o korunu a že hrdinové budou táhnout k Hele, mezi nimi Hiarne. Oba muži jsou nadšení – věští-li völva Hiarneho smrt, budou oni vítězi. Bouře přižene velkou loď s drakem na přídi, která se roztříští o útesy. Völva dále věští, že všichni zahynuli až na jediného, který se přišel bít o zděděnou říši; více však neprozradí (scéna skaldů a völvy Schon graut die Nacht dem Morgen zu… Wer ruft in der Geisterstunde).
Od moře vystoupí Friedleu, který byl považován za mrtvého. Jeho loď i s posádkou se potopila (zpěv Mein Schiff ist versunken). Dává se Wingulfovi a Haraldovi poznat; přišel si vydobýt zpět trůn i nevěstu, na které má nárok. Skaldové ihned chápou, že jejich vzpoura proti Hiarnemu bude mít mnohem větší naději na úspěch, povede-li ji legitimní následník trůnu. Proto s ním spojují své síly. Troubením na rohy přivolávají své vojsko, které dávají Friedleuovi k dispozici. Bojovníci provolávají Friedleua dánským králem a Friedleu je vyzývá k nelítostné trestné výpravě proti uchvatiteli (finále Wir hörten den Schlachtruf erschallen… Furchtbar soll die Rache walten).
(2. obraz [nebo III. dějství 1. obraz] – Stejné místo jako v předehře) Probíhá svatební obřad Hiarneho a Hildy. Kněží a ženy vzývají Baldra a jeho ženu Nannu, aby sňatku požehnala, a poté velekněz provádí oddavky tím, že snoubence poklepe Thórovým kladivem (scéna Hört ihr im Hain die heil'gen Hörner tönen? … Du, aller Kräfte Grund). Po obřadu se Hiarne, Hilda a ostatní radují, ale krátce – místo slavnosti zaplaví oddíl Friedleuových bojovníků. Ti mají nad nepřipraveným Hiarneho doprovodem jasnou převahu. Hiarne sice v půtce zabije Haralda i Wingulfa, Friedleuovi ale podléhá a zoufalé situaci unikne skokem z útesu do moře (bitevní scéna Heil König Friedleu, Frothos Sohn! … Hiarne, beuge dich vor deinem König).
Friedleu prohlašuje Hiarneho za mrtvého a chce se ihned oženit s jeho vdovou. Hilda ho sice odmítá stejně jako velekněz, který ho viní ze znesvěcení posvátného místa krví. Ale Friedleu kněze probodne a provádí obřad sám. Ani náhlé zatmění, ani blesk, který zhasí oltářní plamen, ho nevyvedou z míry. Poté dává Hildu odvést do přichystané svatební ložnice a přísahá při Ódinově oku, že s ní dnes v noci bude souložit. Kněží mu klnou a lkají nad životy Hiarneho a jeho druhů.
(3. obraz [nebo III. dějství 2. obraz] – Honosně vyzdobená svatební ložnice na hradě Lethře, soumrak) Ženy přivádějí Hildu a litují jí (sbor Nie traf ein junges Herz). Když Hilda osamí, zoufá si nad náhlým zvratem svého osudu a pozře jed z lahvičky, již uchovávala na ňadrech, aby se opět shledala s mrtvým Hiarnem (árie Ich kann nich fassen).
Oknem je slyšet zpěv Hiarneho; vzápětí Hiarne sám vstoupí oknem. Při skoku do moře se zachránil, ale Hilda mu sděluje, že přišel pozdě. Hiarne chce zemřít s ní, ale Hilda ho přesvědčí, že má zůstat naživu pro svůj lid. Zanedlouho umírá v Hiarneho náručí (duet Durch die Dämmrung blickt hernieder… Du sprichst verwirrt, dein Auge bricht). Hiarne se rychle vytratí a Friedleu nalézá svou nevěstu mrtvou.

### 3. [nebo 4.] dějství
(1. obraz – Stejné místo jako v předehře) Koná se Hildin pohřeb. Kněží a ženy doprovázejí její rakev, která je vynesena na vysokou hranici. Poté ohněm z oltáře hranici zapálí (sbor Hoch aufgethürmte). Hiarne je přítomen v přestrojení za starého skalda a nabízí Friedleuovi, že zapěje smuteční píseň za královnu. Friedleu bez velkého nadšení – nemá hudbu v lásce – svoluje a Hiarne zpívá Hildě na rozloučenou (zpěv Eine Rose knickte). Friedleu je písní nesmírně dojat a nabízí skaldovu místo ve svých službách. Hiarne přijímá. Mezitím obětníci sesbírali popel a odnášejí ho do popelnicové komory (sbor Asathor! mit deinem Hammer).
(2. obraz – Friedleuova ložnice) Hiarne svým zpěvem a hrou na harfu Friedleua ukolébal. Jeho spánku využije k tomu, aby svlékl přestrojení a oděl se Friedleuovým odloženým královským pláště a korunou. Nechce však svého soka zabít ve spánku, proto ho budí a dává mu meč. Friedleu je znovuobjevením Hiarneho, kterého považoval za mrtvého, překvapen. V krátké potyčce se Hiarnemu podaří rozespalého Friedleua ozbrojit. Ten si obnažuje hruď a žádá Hiarneho, aby ho zabil. Hiarne podle mateřského znaménka poznává, že se jedná skutečně o Frothova syna (zřejmě Friedleua dosud považoval za podvodníka). Nechce bojovat proti právoplatnému královskému synu. Zato Friedleu nemá podobné zábrany a Hiarneho zabije (scéna Schon schläft er seinen letzten Schlaf… Erwache, falscher König Dänemarks!).
Přijede Thór na oblačném voze a zvedne své kladivo; v tom okamžiku se královský palác zřítí a pohřbí všechny včetně Friedleua. Objeví se Valhalla a z ní ladně slétají na zem valkýry, Hilda mezi nimi, a odnášejí Hiarneho k bohům (sbor Wir schweben, Walküren).

## Instrumentace
Tři flétny, dva hoboje, anglický roh, dva klarinety, basklarinet, tři fagoty; čtyři lesní rohy, tři trubky, dva tenorové pozouny, basový pozoun, tuba; tympány; harfa; smyčcové nástroje (housle, violy, violoncella, kontrabasy).